# The Husband's Secret
O Segredo do meu marido (titulo original: The Husband's Secret) é um romance de Liane Moriarty que foi publicado pela primeira vez em 30 de julho  2013. O romance conta a história de três mulheres, cuja interconexão inesperada após uma delas descobre um segredo devastador.

## Enredo
Cecilia Fitzpatrick é um exemplo para a vizinhança: tem uma vida confortável, mantém um casamento estável com John-Paul e é mãe de três meninas. Sua vida segue tão dentro dos trilhos que ela até se pergunta como seria se houvesse uma pitada de emoção em sua rotina extremamente planejada. Mas, quando encontra uma carta de seu marido endereçada a ela no sótão de casa, o primeiro dilema se estabelece e Cecilia cogita se deve ou não investigar o conteúdo de algo que foi escrito à época do nascimento de sua primeira filha. Ela coloca sua curiosidade à prova e avalia se o segredo representa algum tipo de impacto em sua família. O comportamento de John-Paul, que em alguns momentos sugere haver algo errado, contribui para suas dúvidas. Ele pede para que a carta seja deixada de lado, afirma que não há nada de interessante em um bilhete escrito tanto tempo antes, sob a forte emoção de ser pai pela primeira vez, e assegura que tudo não passou de um ímpeto da juventude. Mas Cecilia não se convence tão fácil. Quando o segredo é finalmente revelado, ela vai perceber que se trata de algo que pode destruir bem mais que apenas seu casamento.

## Recepção
O romance foi bem recebido.